# Lastra
La lastra è un corpo che ha due dimensioni prevalenti rispetto alla terza, delimitato quindi da due facce piane parallele poste ad una distanza molto piccola. 
Per lastre di tipo metallico, il termine utilizzato è lamiera.

## Differenti modelli
Essa può essere considerata come un caso particolare di piastra, ma si differenzia da quest'ultima perché nella lastra la direzione dei carichi giace sul piano medio. In questa ipotesi le deformazioni sono prevalentemente membranali. Nelle piastre invece i carichi sono disposti ortogonalmente al piano medio, conseguentemente le deformazioni sono prevalentemente flessionali.
Le lastre curve sono modellate come membrane (nel caso di spessori sottili) o come gusci (tenendo conto del comportamento a flessione).

## Risoluzione
Per la risoluzione della lastra esistono due metodi:
1. metodo diretto;
2. metodo semiinverso.

Quest'ultimo metodo trova grande applicazione grazie alla semplicità di esecuzione. Esso consiste nell'assunzione di una funzione di sforzo, Ψ (x,y), chiamata funzione di Airy. In altre parole si suppone che lo stato tensionale sia noto a partire dalla funzione di sforzo.